# Katharina von der Pfalz (1499–1526)

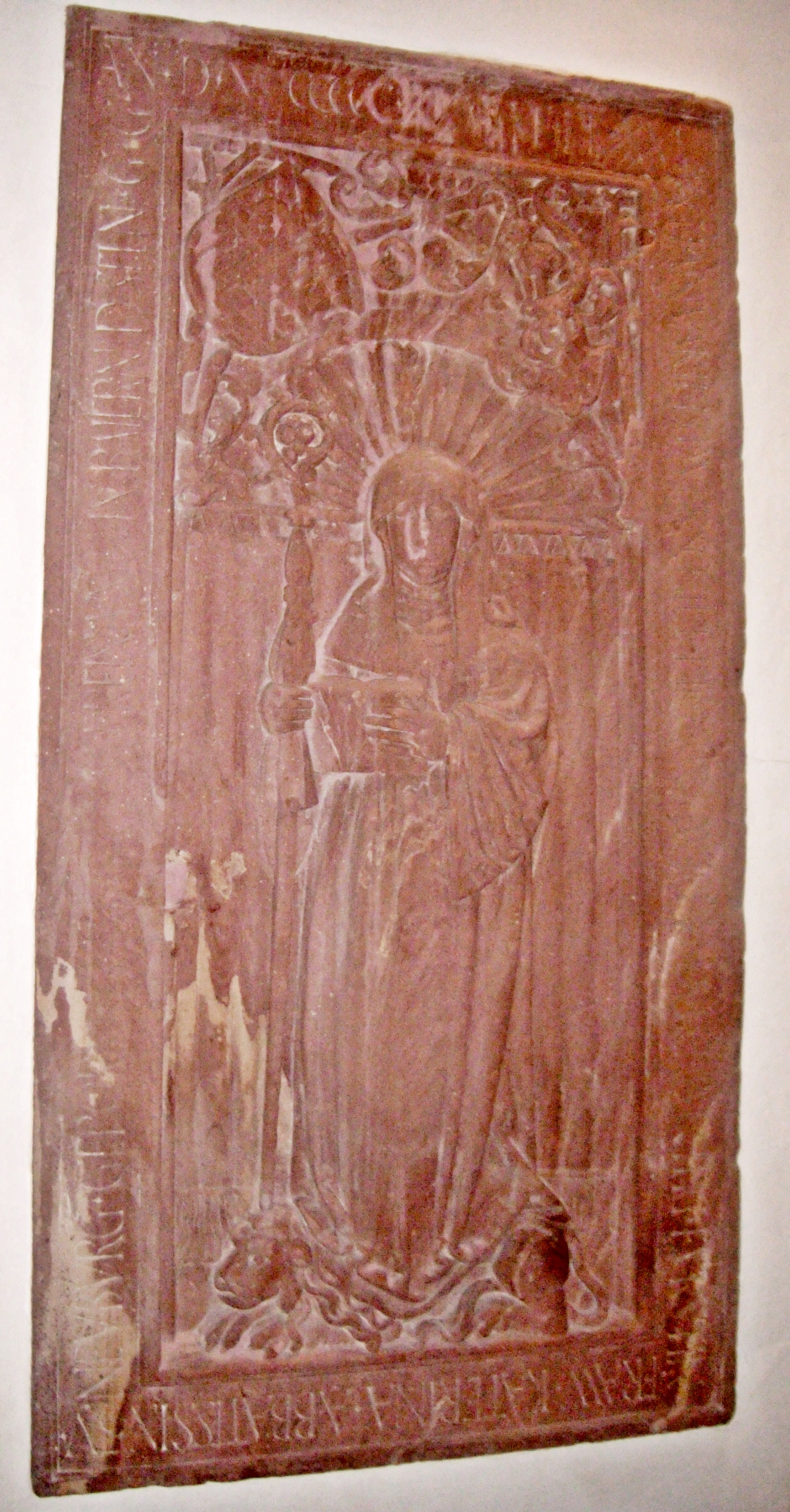
Zeitgenössische Grabplatte in der Klosterkirche Neuburg

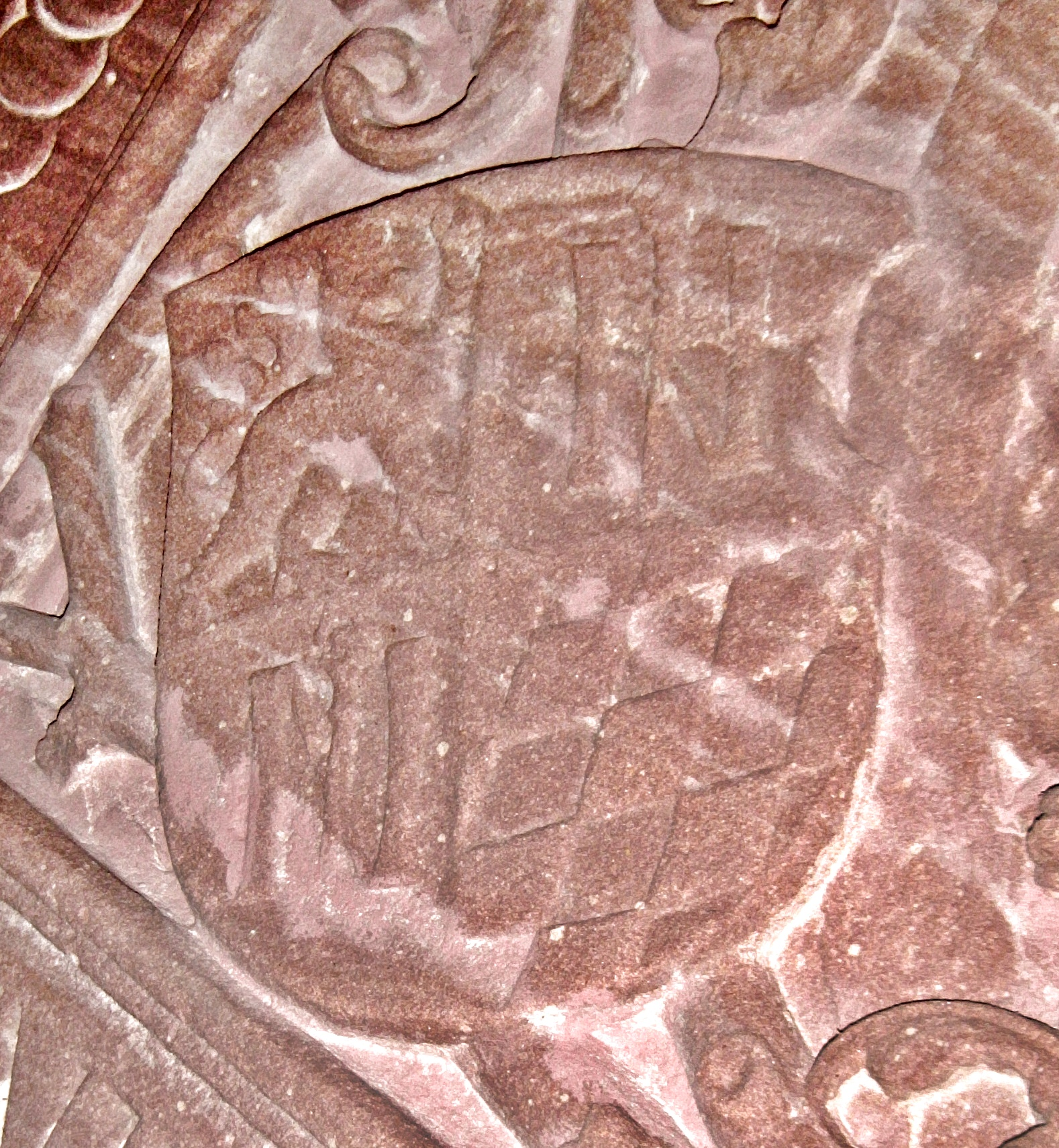
Wappen der Äbtissin auf der Grabplatte

Katharina von der Pfalz (* 14. Oktober 1499 in Heidelberg; † 16. Januar 1526 in der Abtei Neuburg am Neckar) aus der Familie der Wittelsbacher war eine kurpfälzische Prinzessin und Äbtissin des Klosters Neuburg.

## Leben
Katharina war das jüngste Kind des Kurfürsten Philipp von der Pfalz (1448–1508) aus dessen Ehe mit Margarete (1456–1501), Tochter des Herzogs Ludwig IX. von Bayern-Landshut. Katharina trat 1515 unter vollem Erbverzicht in das Benediktinerinnenkloster Neuburg ein, als dessen Äbtissin sie 26-jährig starb.
Katharina wurde in der Klosterkirche Neuburg bestattet. Ihr Grabstein, an der Nordwand des Schiffs gegenüber dem Klosterportal, aus rotem Sandstein, stellt sie im Halbrelief in Nonnentracht dar, in den Händen den Äbtissinnenstab und ein Buch, zu ihren Füßen ein Löwe.
Sie war die Schwester des Speyerer Bischofs Georg von der Pfalz (1486–1529).

## Wappen
Auf der Grabplatte ist ihr persönliches Äbtissinnen-Wappen überliefert. Links oben und rechts unten zeigt es ein N für Neuburg mit senkrecht darüber liegendem Äbtissinnenstab. Rechts oben findet sich der Pfälzer Löwe, links unten der Rautenschild der Wittelsbacher. Die Epitaphinschrift, umlaufend im Uhrzeigersinn, lautet: An(no) D(o)M(ini) CCCCCXXVI VI DE XVI TAG IANVAR IST VERSCHIDE(n) DIE HOCHWIRIG DVURCHLVCHTIG FVRSTIN FRAV KATHARARIN[SIC!]:ABBATISSIN ZV NEVBVRG GEBORN PFALZGREFIN BI RHEIN HERZOGIN IN BAIERN.D SEL.G.G.